# Dolní Meziříčí
Dolní Meziříčí (polsky Międzyrzecze Dolne, německy Nieder Kurzwald) je vesnice v jižním Polsku ve Slezském vojvodství v okrese Bílsko-Bělá v gmině Jasenice. Leží na území Těšínského Slezska na řece Jasenici. Ke dni 31. prosince 2014 zde žilo 1 140 obyvatel.
Dějiny obce sahají do dob velké kolonizace na přelomu 13. a 14. století, první zmínka o Mesizrosha, pochází z listiny vratislavského biskupa Jindřicha z Vrbna sepsané okolu roku 1305. Zatímco si Horní Meziříčí zachovalo německý charakter až do konce druhé světové války, Dolní Meziříčí bylo v moderní době obcí s převážně slovanským obyvatelstvem (98,6 % v roce 1910) a na rozdíl od svého jižního souseda už nepatřilo k tzv. bílsko-bělskému jazykovému ostrovu. Zpočátku součást těšínského knížectví, od roku 1572 patřilo z něj vydělenému bílskému stavovskému panství, jež se po roce 1752 stalo samostatným knížectvím.
V současnosti se Dolní Meziříčí nachází na okraji suburbánní zóny Bílska-Bělé, jezdí sem autobusy bílské MHD (linka 52). Přesto si vesnice pořád ještě zachovává venkovský, zemědělský ráz. Největšími podniky v obci jsou mlýn (v severní části zvané Františkovice (pol. Franciszkowice, něm. Franzfeld)) a pila (v centru obce). Neodmyslitelným prvkem místní krajiny jsou dvě rybniční soustavy, vesnice se totiž řádí k tzv. Žabímu kraji, rybníkářské oblasti severovýchodního Těšínska.